# Éverton Cardoso
Éverton Cardoso (Videira, 4 dicembre 1987) è un giocatore di calcio a 5 brasiliano naturalizzato azero.

## Carriera
Soprannominato "Galo" per distinguerlo dal padre noto come "Galize", con la maglia dell'Azerbaigian segna una rete nella vittoria per 5-3 contro la Francia agli europei del 2018. Il 16 gennaio 2022 viene incluso nella lista definitiva dei convocati dell'Azerbaigian per il campionato europeo 2022.